# Piquerobi (ort)
Piquerobi är en ort i Brasilien.   Den ligger i kommunen Piquerobi och delstaten São Paulo, i den södra delen av landet, 800 km sydväst om huvudstaden Brasília. Piquerobi ligger 431 meter över havet och antalet invånare är 3 541.
Terrängen runt Piquerobi är huvudsakligen platt. Piquerobi ligger uppe på en höjd. Närmaste större samhälle är Presidente Venceslau, 11,9 km väster om Piquerobi.
Trakten runt Piquerobi består i huvudsak av gräsmarker. Runt Piquerobi är det ganska glesbefolkat, med 38 invånare per kvadratkilometer.